# Lijst van voetbalinterlands Eritrea - Oeganda
Deze lijst van voetbalinterlands is een overzicht van alle officiële voetbalwedstrijden tussen de nationale teams van Eritrea en Oeganda. De landen hebben tot op heden vijf keer tegen elkaar gespeeld. De eerste wedstrijd vond plaats op 30 november 2003 in Kassala (Soedan), tijdens de CECAFA Cup 2003. Het laatste duel, de finale van de CECAFA Cup 2019, werd gespeeld in Kampala op 19 december 2019.

## Wedstrijden
| № | Plaats        | Datum            | Competitie      | Wedstrijd         | Uitslag |
| - | ------------- | ---------------- | --------------- | ----------------- | ------- |
| 1 | Kassala       | 30 november 2003 | CECAFA Cup 2003 | Oeganda − Eritrea | 2 − 1   |
| 2 | Dar es Salaam | 14 december 2007 | CECAFA Cup 2007 | Eritrea − Oeganda | 3 − 2   |
| 3 | Machakos      | 2 december 2013  | CECAFA Cup 2013 | Eritrea − Oeganda | 0 − 3   |
| 4 | Kampala       | 11 december 2019 | CECAFA Cup 2019 | Oeganda − Eritrea | 2 − 0   |
| 5 | Kampala       | 19 december 2019 | CECAFA Cup 2019 | Oeganda − Eritrea | 3 − 0   |

## Samenvatting
| Competitie | Totaal gespeeld | Winst Eritrea | Gelijk | Winst Oeganda | Doelsaldo Eritrea – Oeganda |
| ---------- | --------------- | ------------- | ------ | ------------- | --------------------------- |
| CECAFA Cup | 5               | 1             | 0      | 4             | 4 − 12                      |
| Totaal     | 5               | 1             | 0      | 4             | 4 − 12                      |

ENFF · 
Eritrees vrouwenelftal
Interlands
Tegenstander:
Angola ·
Botswana ·
Burundi ·
Djibouti ·
Ghana ·
Jemen ·
Kameroen ·
Kenia ·
Malawi ·
Mali ·
Mozambique ·
Namibië ·
Nigeria ·
Oeganda ·
Rwanda ·
Senegal ·
Seychellen ·
Soedan ·
Somalië ·
Swaziland ·
Tanzania ·
Zimbabwe
FUFA · 
A-internationals · 
Oegandees vrouwenelftal
Algerije ·
Angola ·
Bahrein ·
Benin ·
Botswana ·
Burkina Faso ·
Burundi ·
Centraal-Afrikaanse Republiek ·
Comoren ·
Congo-Brazzaville ·
Congo-Kinshasa ·
Djibouti ·
Ecuador ·
Egypte ·
Eritrea ·
Ethiopië ·
Gabon ·
Gambia ·
Ghana ·
Guinee ·
Guinee-Bissau ·
IJsland ·
Irak ·
Iran ·
Ivoorkust ·
Jemen ·
Kaapverdië ·
Kameroen ·
Kenia ·
Koeweit ·
Lesotho ·
Libanon ·
Liberia ·
Libië ·
Madagaskar ·
Malawi ·
Mali ·
Marokko ·
Mauritanië ·
Mauritius ·
Moldavië ·
Mozambique ·
Namibië ·
Niger ·
Nigeria ·
Oezbekistan ·
Rwanda ·
Saoedi-Arabië ·
Sao Tomé en Principe ·
Senegal ·
Seychellen ·
Slowakije · 
Soedan ·
Somalië ·
Tadzjikistan ·
Tanzania ·
Togo ·
Tsjaad ·
Tunesië ·
Turkmenistan ·
Zambia ·
Zimbabwe ·
Zuid-Afrika ·
Zuid-Soedan